# سکولارسازی

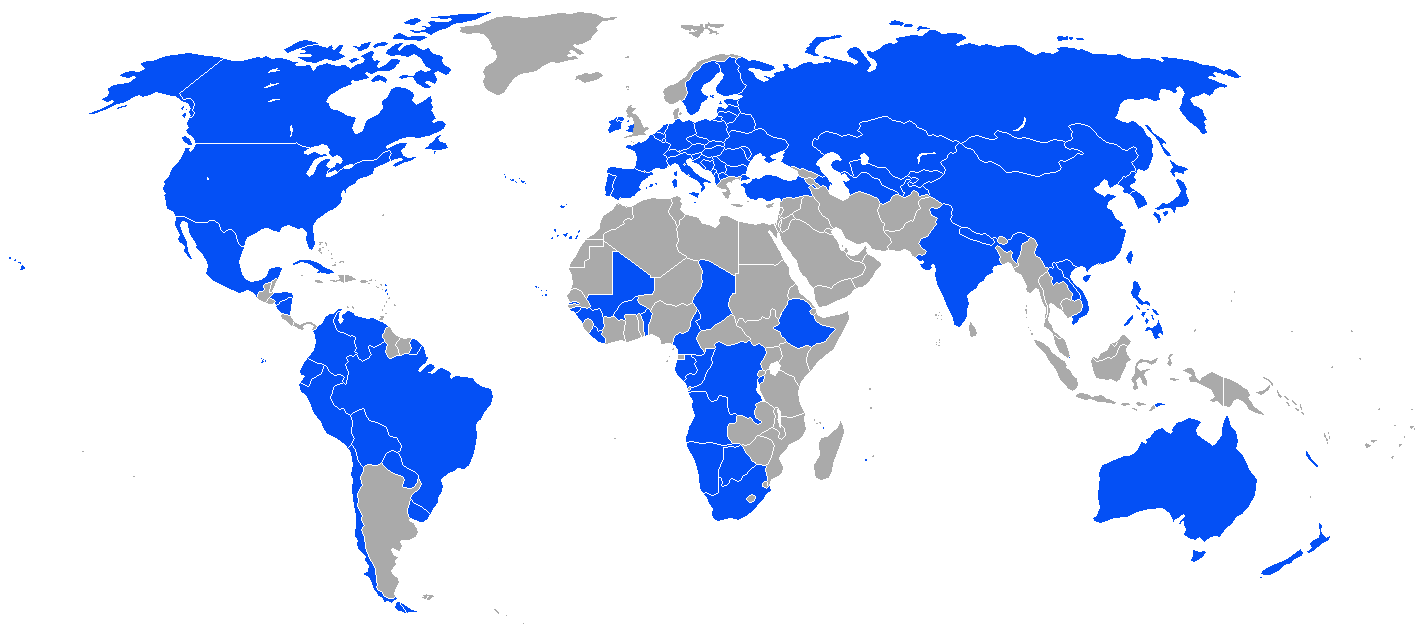
مناطق حوزه سکولارسازی

سکولارسازی یا سکولاریزاسیون (به فرانسوی: Sécularisation) فرایندی است که در آن جامعه از یک هویت دربست دینی به رابطه‌ای جداتر دست پیدا می‌کند. همچنین اصطلاحی است که به باور کلی در مورد تاریخ می‌دهند؛ بدین صورت که آن را پیشرفت جوامع به سمت مدرنیته و کم شدن وابستگی به دین می‌دانند، درحالی که دین جایگاه خود را به عنوان یک مرجع اصلی از دست می‌دهد.
اگرچه سکولاریسم و سکولاریزاسیون ارتباط معنایی نزدیکی با هم دارند، اما یکی نیستند. تفاوت این دو مفهوم در پاسخی است که به پرسش از نقش دین در جامعه می‌دهند. سکولاریسم مدعی قلمرویی برای معرفت، ارزش‌ها و کنش‌هاست که مستقل از اتوریته دین باشد، اما ضرورتاً منکر نقش دین در امور سیاسی و اجتماعی نیست. سکولاریزاسیون اما، به معنای کنار گذاشتن دین از این حیطه‌هاست.

## پیش‌زمینه
سکولاریزاسیون معمولاً به تغییرات اجتماعی در زمینهٔ پدیدار شدن خردگرایی و پیشرفت دانش به جای خرافه گفته می‌شود - به‌طوری‌که ماکس وبر از آن به «توهم‌زدایی از جهان» نام می‌برد.
در خلال فرایند سکولاریزاسیون، نهادها (یعنی سازمان‌ها و مؤسسات اقتصادی، سیاسی و اجتماعی) از سیطرهٔ دین خارج می‌شوند. پیش از سکولاریزاسیون، دین به‌طور مستقیم یا غیرمستقیم بر نهادها سیطره داشت. در حالت سیطرهٔ مستقیم، ادارهٔ نهادهای اجتماع در دست مراجع دینی بود. مثلاً کشیشان متولی ادارهٔ تنها مدارس موجود بودند. در حالت سیطرهٔ غیر مستقیم دین، اصول دینی مبنای امور دین هستند. مثلاً هنگامی که حقوق شهروندی افراد بر اساس معیارهای دینی تعیین می‌شود.
چه سیطرهٔ دین مستقیم باشد و چه غیرمستقیم، هنگامی می‌توان گفت سکولاریزاسیون رخ داده که نهادها از دست مرجعیت و اتوریته دین خارج و به قدرت سیاسی سپرده شوند، یا اینکه رقبایی برای سیطرهٔ یک دین بر نهادها ایجاد شود. این فرایند به افراد امکان می‌دهد که از مراجع دینی استقلال یابند – و دیگر لازم نباشد خارج از حیطهٔ کلیسا یا مسجد یا معبد تابع مرجعیت و اقتدار دین باشند.

## تعاریف
جان سامرویل (۱۹۹۸) شش مفهوم برای سکولاریزاسیون در نوشته‌های آکادمیک قائل می‌شود. پنج تای نخست بیشتر تعاریف را مشخص می‌کنند و بند شش برای روشن‌سازی بیشتر است.
1. وقتی در مورد ساختار بزرگ اجتماع سخن می‌گوییم، این واژه به مفهوم جدایش و تخصصی شدن هرچه بیشتر جنبه‌های گوناگونی چون اجتماع، اقتصاد، سیاست، حقوق و اخلاقیات می‌باشد.
2. زمانی که سخن بر سر سازمان است، سکولاریزاسیون به معنی تغییر یک سازمان دینی به سازمان سکولار است. برای نمونه دانشگاه هاروارد از یک مؤسسه دینی تبدیل به یک سازمان سکولار شد.
3. در فعالیت‌ها، منظور از سکولاریزاسیون، تغییر یافتن فعالیت‌ها از نوع دینی به سکولار در سازمان‌ها است. برای نمونه دگرگونی خدمات اجتماعی از زیر سلطه کلیسا به دولت.
4. زمانی که سخن بر سر ذهنیت است، سکولاریزاسیون به معنای تغییر اولویت‌ها از دورتر به نزدیک‌تر است. برای نمونه افراد در غرب بیشتر رفتار خود را به این جهان و تأثیرات آن بر پیرامونشان متمرکز می‌کنند تا پس از مرگ. این یک کاهش در دین شخصی و حرکتی به سوی زندگانی سکولار است.
5. زمانی که صحبت از جمعیت می‌شود، منظور از سکولاریزاسیون زوال میزان مذهبی بودن شخص در مقابل سکولاریزاسیون در چهار مورد پیشین است. از این نظر این مفهوم با شماره ۱ در بالا تفاوت دارد، زیرا بیشتر به مفهوم زوال دینی است تا دگردیسی اجتماعی.
6. زمانی که گفتگو بر سر دین است، سکولاریزاسیون تنها در مفهوم کلی دربارهٔ دین صحبت می‌کند. برای نمونه وقتی صحبت از مسیحیت می‌شود باید معلوم شود که منظور کدام فرقه مسیحیت است.

## شرایط
به دید محمدرضا نیکفر باید این شرط‌ها برآورده شوند، تا بگوییم سکولاریزاسیون بودش یافته‌است:
1. بایستی به درآمیختگی پرسنلی میان دولت و حوزه دینی پایان داده شود. دولت پرسنل خود را دارد، حوزه پرسنل خود را. رهبری دولتی بایستی بر عهده هیچ مقام دینی‌ای نبوده و دولت کلاً بایستی در قبال حوزه دینی استقلال کامل داشته باشد.
2. دولت بایستی هیچ‌گونه جانبداری از حوزه دینی نکند. به هیچ کالای دینی‌ای نبایستی یارانهٔ دولتی تعلق گیرد.
3. روحانیان و کل حوزه بایستی مالیات بپردازند.
4. حوزه دینی بنگاهی است مثل هر بنگاه دیگر؛ بایستی حساب دخل و خرجش مشخص و علنی باشد.

هیچ‌یک از این چهار شرط به خودی خود وَهنِ دین نیست. حتی از منظری درون-دینی می‌توان استدلال کرد که هیچ‌یک از این الزام‌ها اصلی یا فرعی را در آموزه دینی نقض نمی‌کند.